# Money in the Bank 2018
Money in the Bank (2018) was een professioneel worstel-pay-per-view (PPV) en WWE Network evenement dat georganiseerd werd door WWE hun Raw en SmackDown brand. Het was de 9e editie van Money in the Bank en vond plaats op 17 juni 2018 in het Allstate Arena in Chicago in Rosemont, Illinois.

## Matches
| Nr. | Match | Winnaar(s)            | Opmerkingen                                                                                             | Bron  |
| --- | --- | --------------------- | --- | ----- |
| 1p  | The Bludgeon Brothers (Harper & Rowan) (c) vs. Luke Gallows & Karl Anderson                                         | The Bludgeon Brothers | Tag team match voor het WWE SmackDown Tag Team Championship.                                            | [ 2 ] |
| 2   | Daniel Bryan vs. Big Cass                                                                                           | Daniel Bryan          | Eén-op-één match.                                                                                       | [ 2 ] |
| 3   | Bobby Lashley vs. Sami Zayn                                                                                         | Bobby Lashley         | Eén-op-één match.                                                                                       | [ 2 ] |
| 4   | Seth Rollins (c) vs. Elias                                                                                          | Seth Rollins          | Eén-op-één match voor het WWE Intercontinental Championship.                                            | [ 2 ] |
| 5   | Alexa Bliss vs. Becky Lynch vs. Charlotte Flair vs. Ember Moon vs. Lana vs. Naomi vs. Natalya vs. Sasha Banks       | Alexa Bliss           | Money in the Bank ladder match voor een vrouwlijkkampioenschapswedstrijd contract.                      | [ 2 ] |
| 6   | Roman Reigns vs. Jinder Mahal (met Sunil Singh)                                                                     | Roman Reigns          | Eén-op-één match.                                                                                       | [ 2 ] |
| 7   | Carmella (c) vs. Asuka                                                                                              | Carmella              | Eén-op-één match voor het WWE SmackDown Women's Championship.                                           | [ 2 ] |
| 8   | AJ Styles (c) vs. Shinsuke Nakamura                                                                                 | AJ Styles             | Last Man Standing match voor het WWE Championship.                                                      | [ 2 ] |
| 9   | Ronda Rousey vs. Nia Jax (c)                                                                                        | Ronda Rousey          | Eén-op-één match voor het WWE Raw Women's Championship. Rousey won door een diskwalificatie.            | [ 2 ] |
| 10  | Alexa Bliss vs. Nia Jax (c)                                                                                         | Alexa Bliss (nc)      | Eén-op-één match voor het WWE Raw Women's Championship Bliss cashte haar Money in the Bank contract in. | [ 2 ] |
| 11  | Braun Strowman vs. Bobby Roode vs. Finn Bálor vs. Kevin Owens vs. Kofi Kingston vs. Rusev vs. Samoa Joe vs. The Miz | Braun Strowman        | Money in the Bank ladder match voor een wereldkampioenschapswedstrijd contract.                         | [ 2 ] |